# Processo di Riga

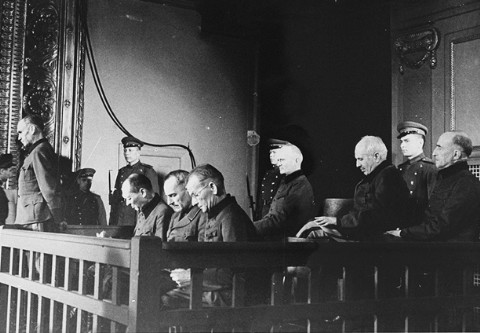
Friedrich Jeckeln al banco (in piedi, all'estrema sinistra)

Il processo di Riga fu un processo per crimini di guerra tenutosi davanti ad un tribunale militare sovietico tra il 26 gennaio e il 3 febbraio 1946 a Riga, contro sei alti ufficiali della Wehrmacht, il Comandante superiore delle SS e della Polizia Friedrich Jeckeln e lo SA Standartenführer Alexander Boecking.
Tutti e otto gli imputati furono giudicati colpevoli di crimini di guerra durante gli anni dal 1941-1945 e sette di loro furono impiccati pubblicamente subito dopo la sentenza. Solo Wolfgang von Ditfurth sfuggì all'esecuzione a causa della cattiva salute, ma morì in prigione per insufficienza cardiaca poco dopo, il 22 marzo 1946.

## Processo
A differenza dei processi precedenti, i pubblici ministeri poterono provare concretamente che il principale imputato, Jeckeln, fu responsabile dei crimini di cui fu accusato. Così Jeckeln, un "guerriero di razza" nazista che ha supervisionato il massacro di Rumbula in Lettonia, fu dichiarato colpevole sulla base delle sue stesse dichiarazioni, delle testimonianze di altri partecipanti e sopravvissuti ai massacri, oltre che sulla base dei documenti tedeschi reperiti: non solo aveva dato gli ordini, ma fu anche presente di persona per qualche tempo, vantandosi anche di aver partecipato personalmente alle sparatorie. I pubblici ministeri furono in grado di tracciare la sua "scia di sangue" in Ucraina e negli stati baltici in qualità di comandante delle Einsatzgruppen, e quindi determinarne la sua responsabilità per l'omicidio di oltre 100.000 persone tra ebrei, rom e altri "indesiderabili". Jeckeln difese le sue azioni sulla base del fatto che agiva su ordine del Reichsführer SS Heinrich Himmler.
Boecking, il commissario del distretto di Tallinn, fu accusato della "politica di germanizzazione" in Estonia attraverso il saccheggio e lo sterminio degli estoni e l'insediamento dei tedeschi al loro posto. Furono inoltre formulate e concretamente individuate accuse tangibili per il lavoro forzato, il trasferimento forzato e il saccheggio.

## Imputati
| Nome                               | Anno di nascita | Grado                      | Funzione |
| ---------------------------------- | --------------- | -------------------------- | --- |
| Friedrich Werther                  | 1890            | Generalmajor               | 1943/44 diversi Feldkommandanturen nell'Est; 1944 Comandante della difesa costiera di Riga |
| Bronislav Pavel                    | 1890            | Generalmajor               | 1942 Comandante di 2 campi di prigionia e in seguito responsabile di tutti i campi di prigionia nel Reichskommissariat Ostland; 1943/1944 Oberfeldkommandant 392 (Minsk) e Korück nella 4ª Armata della Wehrmacht. |
| Friedrich Jeckeln                  | 1895            | Comandante delle Waffen-SS | Comandante superiore delle SS e della Polizia nella Russia meridionale e nel Reichskommissariat Ostland; 1944 Comandante 5. SS-GebirgsKorps                                                                        |
| Wolfgang von Ditfurth              | 1879            | Generalleutnant            | 1939–1942 Comandante 403ª Divisione di sicurezza; Comandante militare di Kursk |
| Siegfried Ruff                     | 1895            | Generalleutnant            | 1942 Comandante Divisione n° 401; 1944 Comandante militare di Riga |
| Hans Küpper                        | 1891            | Generalmajor               | 1942–1944 Comandante di diversi Feldkommandanturen in Ucraina e nei Paesi Baltici |
| Albrecht Baron Digeon von Monteton | 1887            | Generalleutnant            | 1944 Comandante del 52ª Divisione di sicurezza; 1944 Comandante di Liepāja |
| Alexander Boecking                 | 1897            | SA-Standartenführer        | Bezirkskommissar di Tallinn |